# Бедарев, Олег Кельсиевич
Олег Кельсиевич Бедарев (20 июня 1916, Пестово — 3 июля 1959, Москва) — русский (советский) детский писатель, поэт, редактор.

## Биография
Родился в семье офицера в 1916 году. 
Окончил Строгановское училище. В 1937 году призван в армию Ростокинским РВК.
В годы Великой Отечественной войны служил в 75 гвардейской стрелковой дивизии и был заместителем редактора дивизионной газеты «Вперёд на врага». С дивизией он прошел Сталинградскую битву и освобождение Варшавы.
Упомянут в воспоминаниях Б. Е. Чертока как близко сдружившийся с разработчиками ракет в Бляйхероде поэт-песенник «гвардии капитан Олег».
После войны вместе с С. В. Михалковым возглавлял секцию детских писателей в Союзе писателей СССP. Главный редактор журнала «Мурзилка» с 1947 (№ 12) по 1949 (№ 12) (в редколлегию журнала он входил вместе с М. Адриановой, А. Барто, В. Бианки, В. Лебедевым, С. Маршаком, М. Михайловой, С. Михалковым и Л. Пантелеевым).
В 1951 году репрессирован, приговорён к 25 годам лагерей. В 1956 году освобождён и реабилитирован, на короткое время началось активное переиздание его книг. 
Умер в Москве в 1959 году. Похоронен на Ваганьковском кладбище (55 уч.).

### Проза
- Я сын моряка: Повесть и рассказы для младшего школьного возраста
  - Ил.: А. Брей. Москва: Сов. Россия, 1960
  - Рис. В. Винокура. Москва: Дет. лит., 1968
- Не поле перейти: Роман. Москва: Мол. гвардия, 1964
- Мы с Витькой: Повесть для младш. школьного возраста / Рис. Б. Стародубцева [Послесл. Ю. Яковлева] Москва: Детгиз, 1959, 1960
- Провода: Рассказы и повесть для сред. школьного возраста. Москва: Мол. гвардия, 1958

### Стихи
- Весёлая трава: Стихи для дошкольного возраста / Ил.: Н. Мунц. Москва: Детгиз, 1959, 1960, 1962, 1963
- Здравствуй, утро золотистое! Стихи для детей / Ил.: В. Чеботарев. Владивосток: Примор. кн. изд-во, 1961
- Мы носим звёзды алые: Сборник для младш. школьного возраста / Ил.: И. Коминарц. Москва: Мол. гвардия, 1958, 1960
- Салют: Стихи для детей / Рис. Э. Стенберг [Москва]: Мол. гвардия, 1956, 1958
- Рано утром: Стихи для дошкольного возраста / [Ил.: Е. Афанасьева] Москва: Детгиз, 1957
- Вот я какая: Стихи для дошкольного возраста / Олег Бедарев; Ил.: Е. Афанасьева. Москва-Ленинград: изд-во и ф-ка дет. книги Детгиза, 1950
- Здравствуй, утро! Стихи для детей / Олег Бедарев; Ил.: В. Бибиков. Москва: Мол. гвардия, 1950[8]
- Твой карандаш: Стихи для мл. возраста / Олег Бедарев; Рис. В. Бибикова Москва: изд-во и ф-ка дет. книги Детгиза, 1949
- Про каменный уголь: Стихи / Олег Бедарев; Рис. А. И. Коренцова. Москва: полигр. ф-ка Ленинского РПТ, 1948
- Как звери умывались: Стихи для детей / О. Бедарев; Автолитогр. В. Трофимова. Москва: ХЭМ, 1948
- Плотник Егор: Стихи для детей / Олег Бедарев; Ил.: Г. Бедарев. Москва: Полигр.-картонажная ф-ка и литогр. Фрунз. райпромтреста, 1948

### Нотные издания
- Октябрятская походная. Слова О. Бедарева — в издании: Бойко, Ростислав Григорьевич. Пойте, малыши! Песни для детей мл. возраста: Пение (соло, хор) в сопровожд. баяна. — М. : Музыка, 1972. — 63 с.
- Песни на слова О. Бедарева: Звездочка: (Про десять рук), Октябрятская походная — в издании: Бойко, Ростислав Григорьевич. Мы — внуки Ильича! : Детские песни для пения (соло, хор) с ф.-п. М.: Музыка, 1965
- Летняя песенка. Слова О. Бедарева — в издании: Жубинская, Валентина Яновна. Песни для детей мл. и сред. школьного возраста: Для голоса или хора в сопровожд. ф.-п. (баяна). — М. : Сов. композитор, 1971. — 66 с.
- Иорданский, Михаил Вячеславович. Встречайте солнечный восход: Пионерская песня для пения с ф.-п./ Слова О. Бедарева. — М. : Союз сов. комп., 1948. — 6 с.
- Песня юных техников. Слова О. Бедарева — в издании: Иорданский, Михаил Вячеславович. Лейся, юная песня : Детские песни для голоса или хора в сопровожд. ф.-п. — М. : Музыка, 1967. — 68 с.
- Колыбельная: (Месяц ясный) Слова О. Бедарева — в издании: Крылов, Алоиз Федорович. Утренняя песенка: Песни для детей младш. школьного возраста в сопровожд. ф.-п. и баяна. — Новосибирск : Зап.-Сиб. кн. изд-во, 1967. — 42 с.
- Левина, Зара Александровна. Ты куда? / Слова О. Бедарева Лит. инципит Гусь-гусек, куда пошел ты? М.: Музгиз, 1961 — 8 с.
- Левина, Зара Александровна. Детские песни. Для голоса с сопровожд. ф.-п. / Слова О. Бедарева М.: Сов. композитор, 1960 — 10 с.
- Ты куда? Куры. Музыка З. Левиной. Слова О.Бедарева. — в издании: Потешки и забавы для малышей в сопровождении фортепиано (баяна). Составители: Ю. К. Комальков, Э. В. Соболева. Выпуск 1 «Советский композитор», 1992
- Прощайте, лагеря! / комп. Л. Д. Маковская, лирик О. Бедарев. — С .59-60 в изд.: Нисс, Софья Натановна. Веселый праздник [Ноты] / Л. Д. Маковская. : Песни и хоры для детей младшего школьного возраста в сопровожд. ф-но (баяна) / С. Н. Нисс. — партитура и голоса. — М. : Сов. композитор, 1982. — 63 с., 2 партит. (с.) ; 30 см. — 10000 экз.. — Изд. № 6035
- Прощайте, лагеря!/ муз. С. Полонского, сл. О. Бедарева. — В изд.: Пение в школе в сопровождении баяна или аккордеона: пособие для учителей. Вып. 2 Москва: Советский композитор, 1976 (тж. в изд.: Праздник в школе. Вып. 1 : Песни для голоса и хоры с сопровожд. ф.-п. — М. : Музыка, 1965. без указания автора текста, также см. Полонский, Самуил Владимирович. Три пионерские лагерные песни : Пение с ф.-п. / Слова Н. Виноградовой (?) — М. : Музгиз, 1950.)
- Хачатурян, А. И. Песня о герое: Из муз. к пьесе С. Михалкова «Илья Головин» в постановке МХАТ: Для голоса или хора с ф.-п. / Слова С. Михалкова и О. Бедарева. — М. : Музгиз, 1950. — 5 с.
- Чей ты, чей, лесной ручей? : азерб. песня / комп. Р. Шафаг, лирик О. Бедарев. — В изд. Наша дружная семья [Ноты] : песни для детей дошк. и мл. шк. возраста: в сопровождении фортепиано (баяна) / ред., сост. Ю. Комальков. — Москва : Советский композитор, 1980. — 44 с.

### Переводы на другие языки
- Asta-s eu / Oleg Bedarev; In româneşti de Mache Iliut; Il. E. Afanasieva. Bucureşti: Ed. tineretului, 1951 (Вот я какая! румынский)
- Ние с Витко: За начална училищна възраст / Олег Бедарев; Прев. от рус. Атанас Смирнов; Худож. Иван Гонгалов. София: Народна младеж, 1961 (Мы с Витькой, болгарский)
- Mēs ar Vitju, 1962 (Мы с Витькой, латышский)
- Môj kamarát Viťka a ja. il. Pavlíčková, Jarmila. Mladé letá, 1963 (Мы с Витькой, словацкий)
- Grazing the Horses at Night, in: Soviet Short Stories, ed. by Avrahm Yarmolinsky (1960) (В ночном, английский)

## Аудиозаписи
- Звездочка (О. Бедарев); Октябрятская походная (О. Бедарев) — в издании: Песни Р. Бойко исп. группа детского хора Института худож. воспитания АПН СССР п/у В. Попова. Д 0007859-60 (винил, 1961)
- Ты куда (3. Левина — О. Бедарев) — в издании: Рина Зелёная. Творческий портрет. Записи 1936—1981 гг. Мелодия, М40-44081 009, 1982.
- Песня юных техников (муз. М. Иорданского, сл. О. Бедарева) — в издании: У дороги чибис|Песня юных техников 0035063 — 4 1960, Детский хор под упр. И. Гейнрихса Инстр. квинтет
- Куры. сл. О. Бедарев; исполн. Шоу-группа «Улыбка» — в издании: Варламов, Андрей Аркадьевич (1962-). Детская дискотека [Звукозапись] : 100 хитов. — Москва : РМГ Медиа, 2010. — 1 CD-ROM; 12 см.